# ТК-4
ТК-4 (ТК — «трактор колёсный») — опытный советский колёсный сельскохозяйственный трактор общего назначения, созданный на Алтайском тракторном заводе в 1950—1960-х годах на базе гусеничного трактора Т-4. Планировался для производства параллельно с базовой машиной, однако в итоге в серию не пошёл.

## История создания
Колёсный трактор ТК-4 был разработан Алтайским тракторным заводом в конце 1950-х годов на базе гусеничного трактора Т-4, разрабатывавшегося и подготавливавшегося ко вводу в серийное производство в это же время. Причиной разработки колёсного варианта послужила острая нужда сельскохозяйственного производства в мощных и скоростных тракторах, в особенности пахотных. Для облегчения производства и эксплуатации конструкции гусеничной и колёсной машин были максимально унифицированы. Опытные образцы ТК-4 проходили испытания в начале 1960-х; хотя изначально планировалось параллельное производство гусеничного Т-4 и колёсного ТК-4, в итоге в серию пошёл только первый, тогда как колёсная машина так и осталась опытной.

## Описание конструкции
ТК-4 был полностью унифицирован с базовой гусеничной машиной по всем узлам и агрегатам, за исключением ходовой части.
Двигатель машины — применявшийся на Т-4 рядный шестицилиндровый четырёхтактный дизель с неразделенной камерой сгорания А-01 производства Алтайского моторного завода, имевший мощность 110 л. с. Трансмиссия — механическая, с 4 передачами вперёд и 4 назад.
Ходовая часть трактора — двухосная, с колёсами одинакового диаметра. При её создании был применён ряд конструктивных решений от трактора С-80.